# Церковь Пресвятой Девы Марии Царицы Ангелов (Сингапур)
Церковь Пресвятой Девы Марии Царицы Ангелов  (англ.  Church of Saint Mary of the Angels) — католическая церковь, находящаяся в Сингапуре.

## История
История основания церкви Пресвятой Девы Марии Царицы Ангелов в Сингапуре связана с монахами из монашеского ордена францисканцев. В 1957 году в Сингапур прибыл священник-францисканец Вергилий Маннион, который основал здесь первый францисканский монастырь. В 1958 году францисканцы организовали в Сингапуре Социологический институт для изучения общественно-политической обстановки в Индо-Китае. Кроме научной деятельности они также занимались пастырством среди местных китайских католиков. В августе 1958 года монахи начали строить новый монастырь.
В 1970 году Социологический институт, руководимый францисканцами, был переведён на Тайвань, а монастырь по договору с епископом епархии Малакка-Джохора стал использоваться как приходская церковь, которая была посвящена Пресвятой Деве Марии Царицы Апостолов.
В 1985 году в связи с увеличением числа прихожан церковь была значительно расширена. Около 1998 года вокруг церкви был построен район многоэтажных жилых зданий и возникла необходимость нового расширения церкви. Старый храм был снесён.
Строительство новой церкви Пресвятой Девы Марии Царицы Ангелов было завершено в сентябре 2003 года. 2 февраля 2004 года архиепископ Сингапура Николай Чиа совершил освящение нового храма.
В настоящее время приход Пресвятой Девы Марии Царицы Ангелов находится под попечением францисканцев.